# مبارز عدالت اجتماعی
مبارز عدالت اجتماعی (انگلیسی: Social justice warrior؛ که عموماً مخفف آن SJW مورد استفاده قرار می‌گیرد) لفظی تحقیرآمیز در توصیف فردی است که دیدگاه‌های ترقی‌خواهی، از جمله فمینیسم، حقوق مدنی، چندگانگی فرهنگی، و سیاست‌های هویتی را ترویج کند. متهم شدن به SJW بودن مؤید این است که فرد در پی تأیید شخصی است و نه باور عمیق، و این که فرد برای ارتقای شهرت فردی درگیر جروبحث‌ها یا کنشگری ریاکارانهٔ عدالت اجتماعی می‌شود، که به ابراز فضیلت نیز مشهور است.
این لفظ در قرن بیستم به عنوان لفظی خنثی یا مثبت برای افراد درگیر کنشگری عدالت اجتماعی شروع شد. در سال ۲۰۱۱ که اول بار در توییتر به کار رفت، از لفظی اساساً مثبت به یک لفظ کاملاً منفی تبدیل شد.